# Obergruppenführer

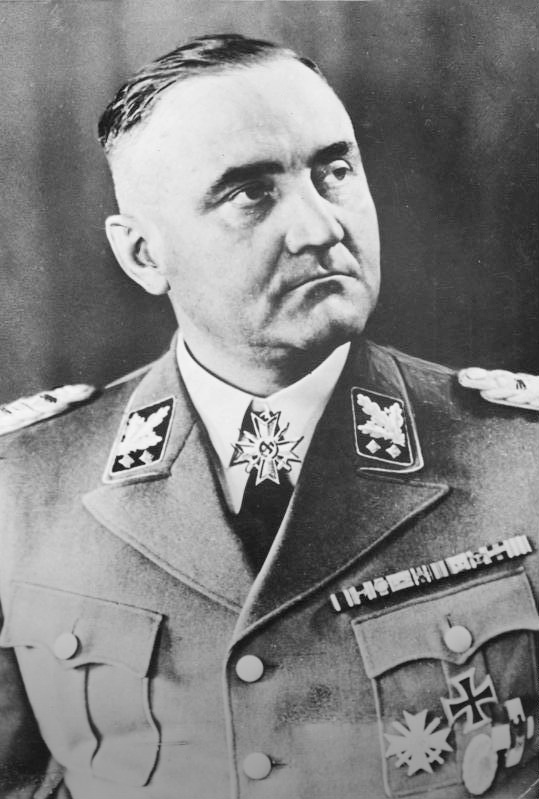
Gottlob Berger, commandant van het SS-Hauptamt, draagt de insignes van een SS-Obergruppenführer en het Ridderkruis van het Kruis voor Oorlogsverdienste

SS-Obergruppenführer was in het Duitse Rijk tot 1942 de hoogste generaalsrang van de Schutzstaffel (SS) onder die van Reichsführer SS.
Obergruppenführer werd als een SS-rang ingevoerd door de groei van de SS onder Heinrich Himmler. Hij was ook een van de eersten die deze rang droeg, samen met zijn titel van Reichsführer-SS. Dit was toen alleen nog maar een titel, en nog geen echte rang. In april 1942 werd de hogere rang SS-Oberst-Gruppenführer ingevoerd, daarmee werd de Obergruppenführer een na hoogste generaalsrang.
In het begin van de SS werd de rang van Obergruppenführer alleen gebruikt om twee SS-leiders gelijk in rang te maken. Hierdoor werden gevechten om de macht voorkomen. Een voorbeeld hiervan is de aanstelling van Kurt Daluege als Obergruppenführer. Hij was de leider van de SS in Berlijn tussen 1930 en 1934. Men was bang dat de SS uiteen zou vallen, met aan het hoofd van de noordelijke tak Daluege en aan de zuidelijke Himmler. Door deze rang aan Daluege te geven werd dit voorkomen.
Na de Nacht van de Lange Messen werden ook beruchte SS'ers zoals Ernst Kaltenbrunner en Reinhard Heydrich Obergruppenführer. Ook Karl Wolff, de hoogste SS'er die na de Tweede Wereldoorlog door de geallieerden in Italië gevangengenomen werd, had de rang van een Obergruppenführer. Deze rang werd gelijkgesteld aan die van een generaal in het reguliere leger.
Een saillant detail is dat Jozias van Waldeck-Pyrmont, volle neef van de Nederlandse koningin Wilhelmina, eveneens de rang van Obergruppenführer binnen de SS bekleedde.

Insignes van de rang SS-Obergruppenführer en General van de Waffen-SS
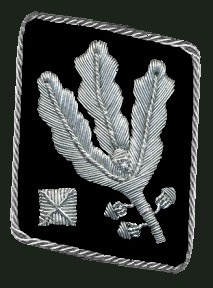
Kraagspiegel voor 1942
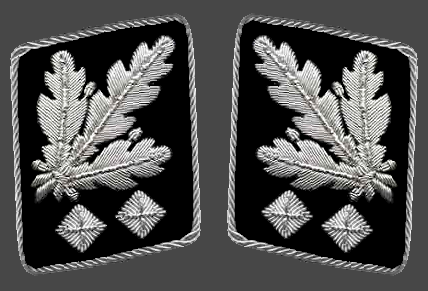
Kraagspiegels (1942-1945)
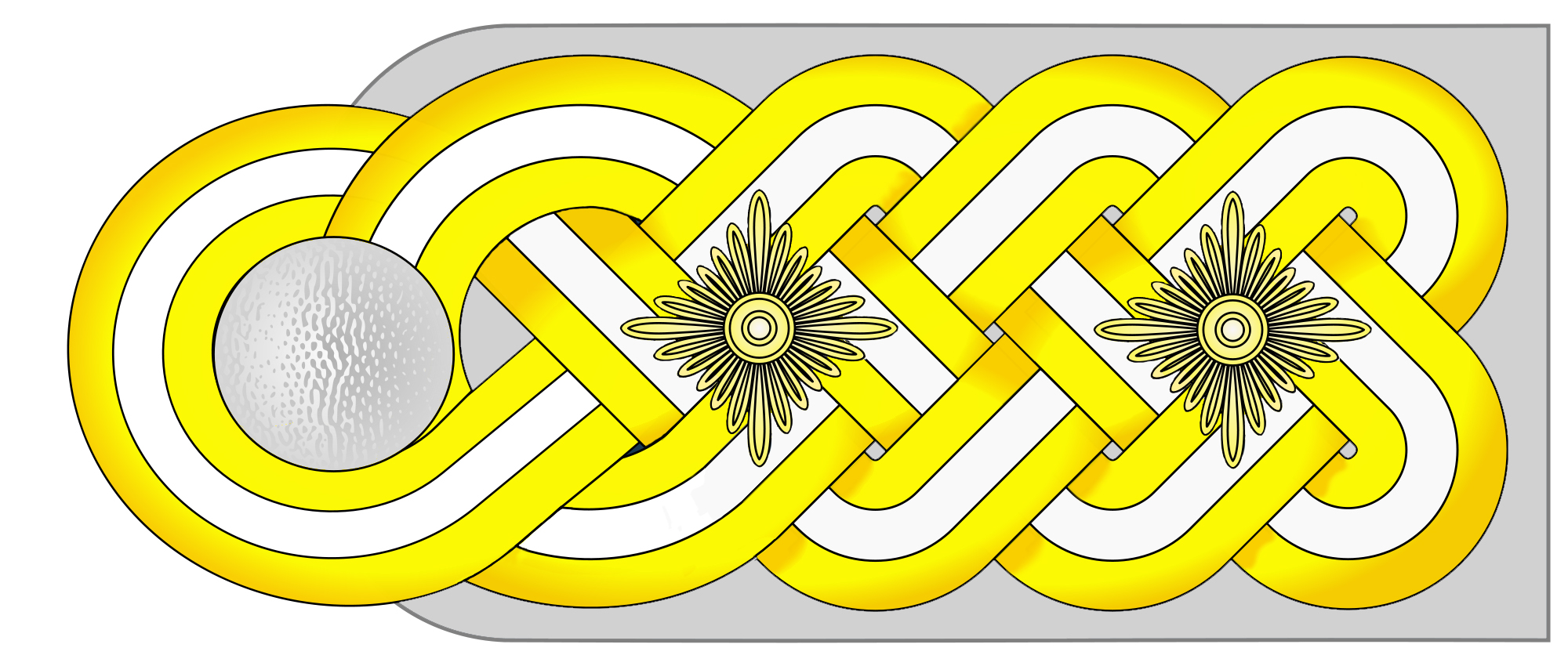
Epaulet
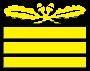
Camouflage parka

## Opmerkelijke personen met dezelfde rang
- Karl von Eberstein; introduceerde Reinhard Heydrich aan Heinrich Himmler in juli 1931
- Kurt Daluege; plaatsvervangend Protectoraat Bohemen en Moravië
- Ernst Kaltenbrunner; hoofd van het Reichssicherheitshauptamt
- Seyss-Inquart, rijkscommissaris in de bezette Nederlandse gebieden tijdens de Tweede Wereldoorlog.

## Bevorderingsgeschiedenis
| Bevordering tot SS-Obergruppenführer per jaar | Bevordering tot SS-Obergruppenführer per jaar | Bevordering tot SS-Obergruppenführer per jaar |
| --------------------------------------------- | --------------------------------------------- | --- |
| 1933                                          | 3                                             | Heinrich Himmler, Franz Xaver Schwarz, Kurt Daluege |
| 1934                                          | 5                                             | Fritz Weitzel, Richard Walther Darré, Walter Buch, Rudolf Hess, Sepp Dietrich |
| 1935                                          | 2                                             | Udo von Woyrsch, Friedrich-Wilhelm Krüger |
| 1936                                          | 8                                             | Jozias van Waldeck-Pyrmont, Max Amann, Karl von Eberstein, Philipp Bouhler, Wolf-Heinrich von Helldorf, Friedrich Jeckeln, Werner Lorenz, August Heißmeyer |
| 1937                                          | 1                                             | Ernst-Heinrich Schmauser |
| 1938                                          | 0                                             | |
| 1939                                          | 0                                             | |
| 1940                                          | 3                                             | Joachim von Ribbentrop, Martin Bormann, Hans Heinrich Lammers |
| 1941                                          | 8                                             | Otto Dietrich, Reinhard Heydrich, Hans-Adolf Prützmann, Erich von dem Bach-Zelewski, Wilhelm Rediess, Paul Hausser, Wilhelm Reinhard, Albert Forster |
| 1942                                          | 20                                            | Karl Kaufmann, Friedrich Hildebrandt, Karl Fiehler, Dietrich Klagges, Paul Körner, Wilhelm Murr, Fritz Sauckel, Richard Hildebrandt, Wilhelm Koppe, Theodor Berkelmann, Wilhelm Keppler, Karl Wolff, Josef Bürckel, Arthur Greiser, Theodor Eicke, Emil Mazuw, Paul Scharfe, Oswald Pohl, Walter Schmitt, Herbert Backe |
| 1943                                          | 23                                            | Siegfried Taubert, Joachim Eggeling, Ernst Wilhelm Bohle, Konstantin von Neurath, Julius Schaub, Günther Pancke, Ernst Kaltenbrunner, Konrad Henlein, Ernst Sachs, Karl Hermann Frank, August Eigruber, Friedrich Rainer, Hugo Jury, Rudolf Querner, Friedrich Alpers, Gottlob Berger, Otto Hofmann, Hanns Albin Rauter, Hans Jüttner, Artur Phleps, Felix Steiner, Alfred Wünnenberg, Karl Pfeffer-Wildenbruch |
| 1944                                          | 32                                            | Hartmann Lauterbacher, Karl Hanke, Ulrich Greifelt, Wilhelm Stuckart, Otto Winkelmann, Hermann Höfle, Ernst-Robert Grawitz, Leonardo Conti, Franz Breithaupt, Werner Best, Maximilian von Herff, Georg Keppler, Walter Krüger, Karl Demelhuber, Kurt Knoblauch, Curt von Gottberg, Oskar Schwerk, Heinrich von Maur, Karl Wahl, Fritz Wächtler, Jürgen von Kamptz, Erwin Rösener, Benno Martin, Gustav Adolf Scheel, Paul Wegener, Karl Gutenberger, Karl Oberg, Wilhelm Bittrich, Matthias Kleinheisterkamp, August Frank, Fritz Schlessmann, Herbert Otto Gille, Ferenc Feketehalmy-Czeydner |
| 1945                                          | 2                                             | Hans Kammler, Eugen Ranzenberger |